# Giuliano Amato
Giuliano Amato (Turijn, 13 mei 1938) is een Italiaans politicus. Hij was tweemaal premier van Italië, eerst in 1992-1993 en daarna in 2000-2001.

## Levensloop
Amato groeide op in Toscane. Hij studeerde rechten aan de Universiteit van Pisa en verkreeg zijn doctoraatstitel in 1963. Na zijn onderwijsopdrachten aan de universiteiten van Modena, Perugia en Florence, werkte hij als professor aan de Universiteit van Rome van 1975 tot 1997.
Amato begon met zijn politieke carrière in 1958, toen hij lid werd van de Socialistische Partij. Hij was lid van het parlement van 1983 tot 1993. Hij was staatssecretaris van Buitenlandse Zaken van 1983 tot 1987 en minister van Financiën in 1987-1988, en toen opnieuw van 1988 tot 1989.
Van juni 1992 tot april 1993 was Amato premier. Tijdens die tien maanden schudde een reeks schandalen Italië op en veegde bijna een volledige klasse van politieke leiders weg, terwijl Amato zelf, nooit betrokken bij enig wangedrag, zonder proces overeind bleef.
Als premier antwoordde Amato effectief op twee devaluaties van de lire als gevolg van muntspeculatie. Daarna kwam de weg voor Italië vrij om de euro in te voeren. Hij vroeg Italianen „om één hand op hun harten te leggen en hun andere op de portefeuille“ om het land van faillissement te redden.
Amato werd nogmaals minister van Financiën in de tweede overheid van d'Alema van december 1999 tot april 2000. Hij werd opnieuw premier van april 2000 tot mei 2001. Hij bevorderde economisch concurrentievermogen evenals sociale zekerheid. Naast economische hervormingen, ging hij met politieke en institutionele hervormingen verder, proberend om een zwakke uitvoerende en versplinterde wetgevende macht te herstellen. Zijn kabinet maakte de legislatuur vol.
Na de verkiezingen van 2002 kwam een rechtse coalitie aan de macht onder Berlusconi. Amato was vervolgens tot 2006 lid van de senaat voor het kiesdistrict van Grosseto in Toscane. Hij was tevens ondervoorzitter van de Europese Conventie die het nieuwe Verdrag tot vaststelling van een Grondwet voor Europa opstelde.
In 2006 won een bonte coalitie van linkse en centrumpartijen de verkiezingen. Prodi werd weer premier, en Amato minister van binnenlandse zaken.
Amato is gehuwd met Diana Vincenzi, een professor Rechten aan de Universiteit van Rome. Zij hebben twee kinderen, Elisa en Lorenzo, en drie kleinkinderen, Giulia, Marco en Simone.
- Bibsys: 98044450
- Biblioteca Nacional de España: XX1703150
- Bibliothèque nationale de France: cb123009144 (data)
- Catàleg d'autoritats de noms i títols de Catalunya: 981058614333506706
- CiNii: DA00917172
- Gemeinsame Normdatei: 119295539
- International Standard Name Identifier: 0000 0000 8138 0228
- Library of Congress Control Number: n79079772
- Nationale Bibliotheek van Letland: 000196451
- Nationale Bibliotheek van Tsjechië: ola2002113864
- Nationale bibliotheek van Australië: 35718334
- Nationale Bibliotheek van Israël: 987007457677905171
- Nationale Bibliotheek van Polen: a0000003841283
- Nationale en Universitaire bibliotheek Zagreb: 000498446
- Nederlandse Thesaurus van Auteursnamen: 12504111X
- Réseau des bibliothèques de Suisse occidentale: 02-A002923305
- Istituto Centrale per il Catalogo Unico: CFIV004498
- Système universitaire de documentation: 031876102
- Trove: 1056351
- Virtual International Authority File: 59149166
- WorldCat: E39PBJkXvfMwBJrQy9hMWqfrMP